# فان تشي
فان تشي (بالصينية: 范琦) هو لاعب كرة قدم وحكم كرة قدم صيني، ولد في 18 أبريل 1971 في بكين في الصين.